# 옵세스
《옵세스》(영어: Obsessed)는 미국에서 제작된 스티브 실 감독의 2009년 심리 스릴러 영화이다. 이드리스 엘바, 비욘세 등이 출연하였고, 윌 파커 등이 제작에 참여하였다.

## 출연
- 이드리스 엘바
- 비욘세 놀스
- 앨리 라터
- 제리 오코널
- 크리스틴 라티
- 스카우트 테일러콤프턴
- 브루스 맥길
- 매슈 험프리스
- 리처드 루콜로

## 기타 제작진
- 공동 제작: 니컬러스 스턴
- 협력 제작: 조지 플린
- 배역: 밸러리 머살러스, 론 디그먼
- 미술: 존 게리 스틸
- 세트: 디나 로스
- 의상: 마이아 리버먼